# فرنسيسكو خافيير غاراي
فرنسيسكو خافيير غاراي (بالإسبانية: Francisco Javier Garay)‏ هو لاعب كرة قدم مكسيكي، ولد في 7 أغسطس 1960 في مدينة مكسيكو في المكسيك. لعب مع نادي أونيفرسيداد ناسيونال.